# 章甫端
章甫端（1529年—？），字子相，號西瀛，北直隸河間府任丘縣民籍，南直隸鎮江府丹徒縣人，明朝政治人物。

## 生平
嘉靖三十四年（1555年）乙卯科順天府鄉試第九十六名舉人。嘉靖四十四年（1565年）中式乙丑科會試第二百二十七名，三甲第一百七十九名進士。大理寺观政，本年十月授彰德府推官，隆慶三年（1569年）闰六月考选吏科给事中，十二月升礼科右，四年五月升本科左，十一月升兵科都，六年二月升太常寺少卿，丁忧。萬曆五年（1577年）正月降湖广参议，七年二月升副使，八年七月升山西行太仆寺卿，致仕。卒。

## 家族
曾祖章金，封戶部主事；祖父章啓，府同知；父章懋臣，封推官，母劉氏，封孺人。兄甫緒、弟甫庆（庠生）、甫冠。